# Андарзагар
Андарзагар је био сасанидски генерал из 7. века који се борио против муслимана током исламске инвазије на Иран. Потиче из Асуристана, припадао је нижем рангу земљопоседника (декан) који су били сконцентрисани по селима и руралним подруштвима покрајине. Првобитно је био задужен за заштиту граница Хорасана, али му је сасанидски краљ наредио да заштити западне границе од Арапа који су пљачкали Персију. Андаражагар је 633. године заједно са Бахманом Јадујем, и војском састављеном од Иранаца и хришћанских Арапа, извео контранапад против војске Халида ибн ел Валида код Валаџе, али су поражени. Андарзагар је тада побегао и умро од жеђи у пустињи.